# Kaneyama (Fukushima)
Kaneyama (金山町 Kaneyama-machi?) es un pueblo localizado en la prefectura de Fukushima, Japón. En junio de 2019 tenía una población de 2002 habitantes y una densidad de población de 6,81 personas por km². Su área total es de 293,92 km².

## Geografía

### Municipios circundantes
- Prefectura de Fukushima
  - Mishima
  - Shōwa
  - Tadami
  - Nishiaizu
  - Yanaizu
- Prefectura de Niigata
  - Aga

## Demografía
Según datos del censo japonés, la población de Kaneyama ha disminuido en los últimos años.
| Año del censo | Población |
| ------------- | --------- |
| 1995          | 3.511     |
| 2000          | 3.204     |
| 2005          | 2.834     |
| 2010          | 2.462     |
| 2015          | 2.189     |